# Zaliznîțea, Liubeșiv
Zaliznîțea (în ucraineană Залізниця) este localitatea de reședință a comunei Zaliznîțea din raionul Liubeșiv, regiunea Volînia, Ucraina.

## Demografie
Componența lingvistică a localității Zaliznîțea
     Ucraineană (99,93%)
     Alte limbi (0,07%)
Conform recensământului din 2001, majoritatea populației localității Zaliznîțea era vorbitoare de ucraineană (99,93%), existând în minoritate și vorbitori de alte limbi.